# Myloplus zorroi
Myloplus zorroi es una especie del género de pez de agua dulce Myloplus, de la familia de los carácidos en el orden de los caraciformes. Habita en ambientes acuáticos tropicales del centro de Sudamérica.

## Taxonomía
Esta especie fue descrita originalmente en el año 2016 por los ictiólogos Marcelo C. Andrade, Michel Jégu y Tommaso Giarrizzo.
Holotipo
El ejemplar holotipo designado es el catalogado como: INPA 50880, una hembra adulta la cual midió 326 mm. Fue colectada el 19 de noviembre de 2014, por V. N. Machado y otros.
Localidad tipo
La localidad tipo referida es: “Corredera de los Periquitos (en las coordenadas: 07°17′19.8″S 60°38′10.0″O / -7.288833, -60.636111), sobre el río Aripuanã, municipio de Apuí, estado de Amazonas, Brasil”.
Etimología
Etimológicamente el término genérico Myloplus se construye con palabras en idioma griego, en donde: mylos (-tou) es el nombre que se le da al mújol (Mugil cephalus) y plus (ploos) es 'movimiento de una serpiente'.
El epíteto específico zorroi es un epónimo que refiere al apellido de la persona a quien fue dedicada, el investigador Mauricio Camargo-Zorro, del Instituto federal de educação, ciência e tecnologia de Brasil, en reconocimiento a su valiosa contribución para desarrollar el inventario ictiofaunístico del área de conservación Marmelos.
Paralelamente, el nombre ‘‘Zorro’’ también alude al personaje ficticio homónimo, que en realidad era la identidad secreta de ‘‘Don Diego de la Vega’’, debido a que este pez ocultó su verdadera identidad "enmascarado" bajo las características del género Tometes.

## Características
Esta especie puede distinguirse de sus congéneres por la ausencia de quilla abdominal y porque el serrado prepélvico está formado por de 13 a 19 espinas bajas, las otras especies presentan una quilla abdominal bien marcada y el serrado prepélvico está formado por más de 20 altas espinas.
Coloración
La coloración general de la especie es plateada rojiza, la cabeza es más oscura, el cuerpo presenta inconspicuas marcas más oscuras distribuidas en los flancos y el dorso; el vientre es de color amarillento pálido. Las aletas dorsal, adiposa, anal y caudal son de color marrón amarillento.

## Distribución
Esta especie es endémica de la cuenca del río Madeira, perteneciente a la cuenca del Amazonas, en el centro-norte del Brasil.
Fue colectada en los ríos Aripuanã y Roosevelt (ambos son afluentes del río Madeira). La especie está protegida en el tramo del río Roosevelt que atraviesa el parque nacional Campos Amazónicos, el cual anteriormente era conocido como “área de conservación Marmelos”, localizado en los límites de los estados de Rondonia y Amazonas.